# Liste des mémoriaux et cimetières militaires du Pas-de-Calais

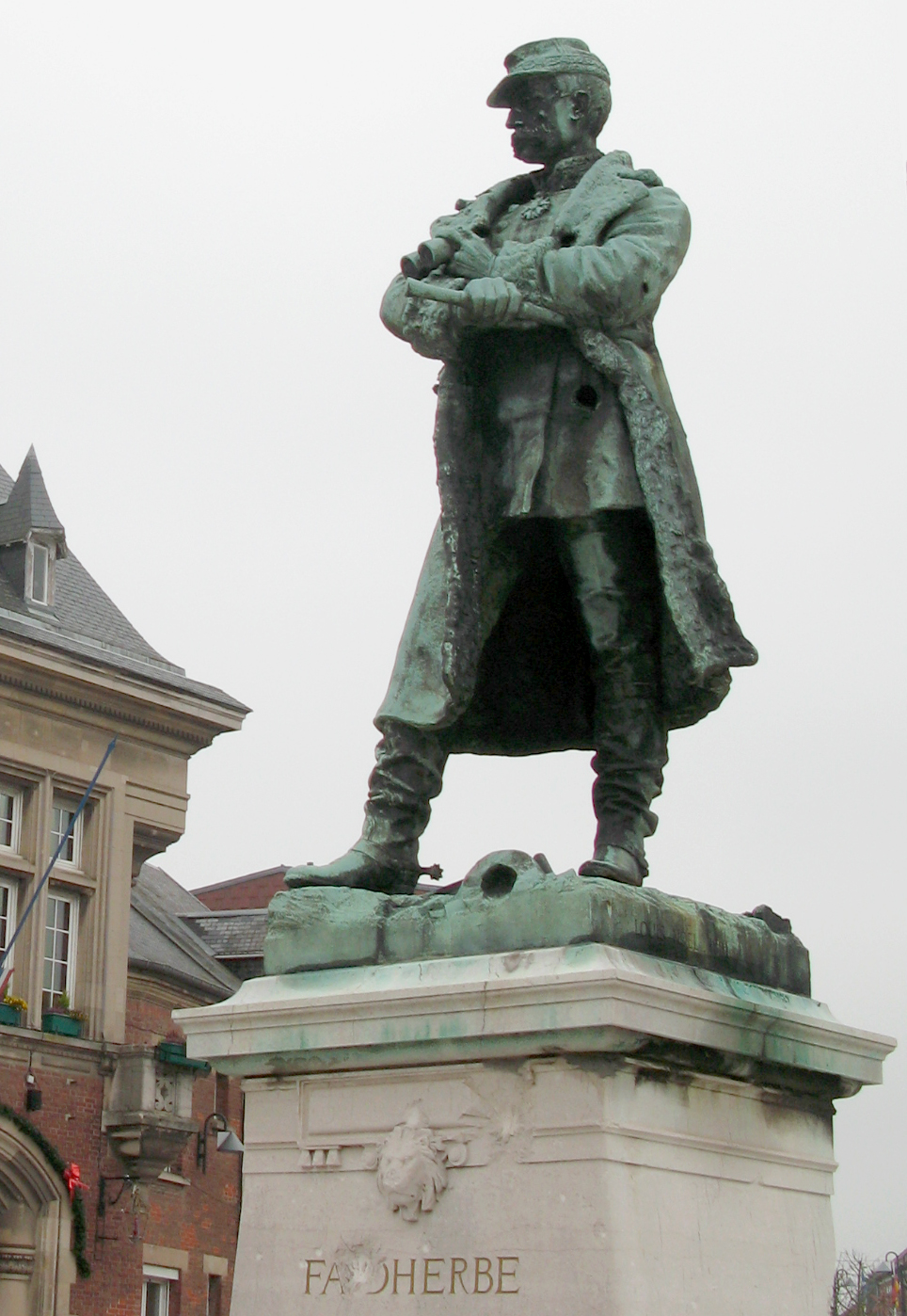
Bapaume, statue du général Faidherbe

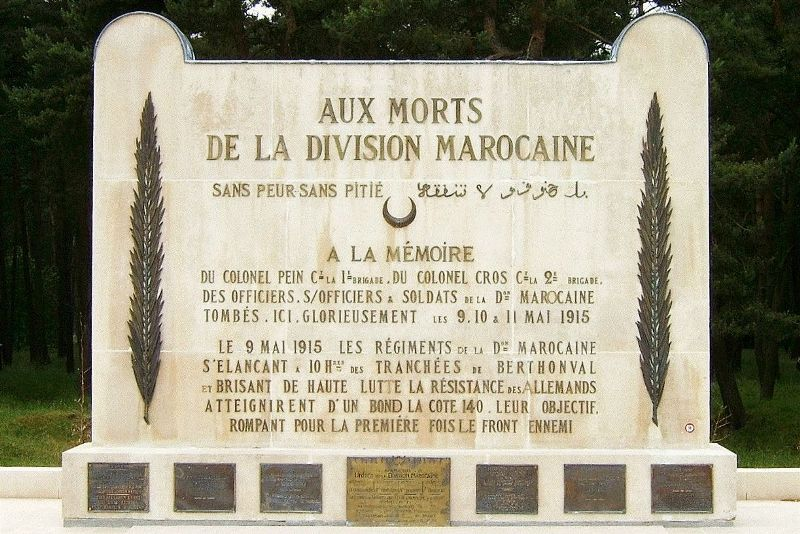
Monument à la division marocaine

La liste des mémoriaux et cimetières militaires du Pas-de-Calais répertorie les cimetières militaires, les mémoriaux ainsi que les stèles, plaques commémoratives et autres monuments, situés dans le département du Pas-de-Calais, qui honorent la mémoire des morts aux combats, des victimes de bombardements ou d’exactions de l'ennemi ainsi que celle de personnels de santé, de chefs militaires ou politiques pendant :
- la guerre de Cent Ans ;
- le Premier Empire ;
- la guerre franco-allemande de 1870 ;
- la Première Guerre mondiale ;
- la Seconde Guerre mondiale ;
- les guerres coloniales (guerre d'Indochine, guerre d'Algérie, combats du Maroc et de Tunisie).

Les lieux sont classés par conflit, par nationalité (pour la Première Guerre mondiale) et par commune.

## Mémoriaux antérieurs à 1870
| Commune | cimetières et monuments commémoratifs                                | illustration |
| ------- | -------------------------------------------------------------------- | ------------ |
| Calais  | Les Bourgeois de Calais commémorant la reddition de la ville en 1347 |              |
| Wimille | Colonne de la Grande Armée                                           |              |

## Guerre franco-allemande de 1870
| Commune                 | cimetières et monuments commémoratifs de la guerre franco-allemande de 1870 | illustration |
| ----------------------- | --- | ------------ |
| Arras                   | Cimetière communal, monument aux morts de la Guerre de 1870-1871. |              |
| Audruicq                | Monument 1870-1871. |              |
| Avion                   | Le monument aux morts consacré aux guerres, 1870-1871, 1914-1918, 1939-1945, Algérie. |              |
| Bapaume                 | Statue du Général Faidherbe de Louis Noël inaugurée le 27 septembre 1891, disparue pendant la Première Guerre mondiale elle fut remplacée en 1926 par une statue sculpteur Jules Déchin. |              |
| Bapaume                 | Route d'Arras, monument à la Bataille de Bapaume. |              |
| Bapaume                 | Cimetière communal, monument érigé au-dessus d'un ossuaire contenant les corps de 186 combattants de l'Armée du Nord.                                                                    |              |
| Béhagnies               | Ossuaire |              |
| Berck                   | Le Fusilier marin (1913), réplique du fusilier marin du monument au général Chanzy du Mans, d'Aristide Croisy, monument commémoratif des Berckois morts pendant la guerre de 1870-1871.  |              |
| Biefvillers-lès-Bapaume | Ossuaire surmonté d'un calvaire. |              |
| Billy-Montigny          | Cimetière communal, monument aux morts 1870-1871. |              |
| Boulogne-sur-Mer        | Boulevard du Prince Albert (porte des Degrès), monument aux morts de la Guerre de 1870.                                                                                                  |              |
| Calais                  | Monument « Aux Enfants de Calais morts pour la Patrie ». |              |
| Carvin                  | Monument aux 63 morts pour la France pendant la guerre de 1870-1871 et aux victimes du travail dans l'industrie et l'agriculture.                                                        |              |
| Desvres                 | Monument aux morts 1870-1871. |              |
| Douvrin                 | Monument aux morts 1870-1871, 1914-1918 et 1939-1945. |              |
| Fauquembergues          | Monument « Aux enfants du canton morts pour la patrie » - FAUQUEMBERGUES 28 août 1898.                                                                                                   |              |
| Favreuil                | Cimetière communal, monument à la mémoire des soldats morts dans la journée du 3 janvier 1871, sous lequel reposent 9 soldats allemands et 28 soldats français.                          |              |
| Harnes                  | Monument inauguré en 1902, sculpteur Maurice Rogerol. Le monument sert par la suite aux morts des conflits suivants.                                                                     |              |
| Hesdin                  | Cimetière communal, monument 1870-1871. |              |
| Ligny-Thilloy           | Cimetière communal, monument du Conseil général du Pas-de-Calais à la mémoire des soldats français tués les 2 et 3 janvier 1871. À l'arrière stèle à la mémoire d'un soldat prussien.    |              |
| Montreuil-sur-Mer       | Monument aux morts de la Guerre de 1870-1871. |              |
| Nœux-les-Mines          | Carré militaire du cimetière communal, monument des Combattants de 1870. |              |
| Nortkerque              | Monument aux morts 1870-1871 « Oubliez Jamais - Aux enfants de Nortkerque morts en combattant pour la Patrie - Pro Patria » en hommage aux cinq victimes de la commune                   |              |
| Sains-lès-Marquion      | Monument aux morts 1870-1871 |              |
| Savy-Berlette           | Monument aux morts de 1870-1871 et 1914-1918. |              |

## Première Guerre mondiale (1914-1918)
- Ablain-Saint-Nazaire : Anneau de la Mémoire - Mémorial international de Notre-Dame-de-Lorette
- Neuville-Saint-Vaast : Monument des fraternisations

### Cimetières militaires et monuments allemands
| Commune              | cimetières et monuments commémoratifs de la Première Guerre mondiale | illustration |
| -------------------- | -------------------------------------------------------------------- | ------------ |
| Achiet-le-Petit      | Cimetière militaire allemand d'Achiet-le-Petit                       |              |
| Billy-Montigny       | Cimetière militaire allemand de Billy-Montigny                       |              |
| Carvin               | Cimetière militaire allemand de Carvin                               |              |
| Courrières           | Cimetière militaire allemand de Courrières                           |              |
| Dourges              | Cimetière militaire allemand de Dourges                              |              |
| Meurchin             | Cimetière militaire allemand de Meurchin                             |              |
| Neuville-Saint-Vaast | Cimetière militaire allemand de Neuville-Saint-Vaast                 |              |
| Pont-à-Vendin        | Cimetière militaire allemand de Pont-à-Vendin                        |              |
| Rumaucourt           | Cimetière militaire allemand de Rumaucourt                           |              |
| Sailly-sur-la-Lys    | Cimetière militaire allemand de Sailly-sur-la-Lys                    |              |
| Saint-Laurent-Blangy | Cimetière militaire allemand de Saint-Laurent-Blangy                 |              |
| Sallaumines          | Cimetière militaire allemand de Lens-Sallaumines                     |              |
| Sapignies            | Cimetière militaire allemand de Sapignies                            |              |
| Villers-au-Flos      | Cimetière militaire allemand de Villers-au-Flos                      |              |

### Cimetières militaires et monuments polonais, portugais et tchèques
| Commune              | cimetières et monuments commémoratifs de la Première Guerre mondiale | illustration |
| -------------------- | -------------------------------------------------------------------- | ------------ |
| Neuville-Saint-Vaast | Monument aux Volontaires polonais                                    |              |
| Neuville-Saint-Vaast | Monument à la compagnie Nazdar et cimetière tchécoslovaque           |              |
| Richebourg           | Cimetière militaire portugais de Richebourg                          |              |

### Cimetières militaires et monuments du Commonwealth[2]
| Commune                    | cimetières et monuments commémoratifs de la Première Guerre mondiale                                                                    | illustration |
| -------------------------- | --- | ------------ |
| Ablain-Saint-Nazaire       | Sucrerie Cemetery |              |
| Achicourt                  | Achicourt Road Cemetery |              |
| Achiet-le-Grand            | Achiet-le-Grand Communal Cemetery Extension                                                                                             |              |
| Agny                       | Cimetière militaire d'Agny |              |
| Anzin-Saint-Aubin          | Anzin-St. Aubin British Cemetery |              |
| Arleux-en-Gohelle          | Orchard Dump Cemetery |              |
| Arras                      | Faubourg d'Amiens British Cemetery, The Arras Mémorial And The Flying Services Mémorial                                                 |              |
| Aubigny-en-Artois          | Aubigny Communal Cemetery Extension |              |
| Athies                     | Point-du-Jour Military Cemetery, Athies                                                                                                 |              |
| Athies                     | Athies Communal Cemetery Extension |              |
| Ayette                     | Ayette Indian And Chinese Cemetery |              |
| Bailleulval                | Bac-du-Sud British Cemetery, Bailleulval                                                                                                |              |
| Bailleul-Sir-Berthoult     | Albuera Cemetery |              |
| Bancourt                   | Bancourt British Cemetery |              |
| Bapaume                    | Bapaume Australian Cemetery |              |
| Barlin                     | Barlin Communal Cemetery Extension |              |
| Basseux                    | De Cusine Ravine British Cemetery, Basseux                                                                                              |              |
| Beaulencourt               | Thilloy Road Cemetery, Beaulencourt |              |
| Beaumetz-lès-Cambrai       | Beaumetz Cross Roads Cemetery |              |
| Beaumetz-lès-Cambrai       | Beaumetz-les-Cambrai Military Cemetery N°1                                                                                              |              |
| Beaurains                  | Beaurains Road Cemetery |              |
| Berles-au-Bois             | Berles-au-Bois Churchyard Extension |              |
| Berles-au-Bois             | Berles Position Military Cemetery |              |
| Berles-au-Bois             | Berles-au-Bois New Military Cemetery |              |
| Bertincourt                | Bertincourt Chateau British Cemetery |              |
| Béthune                    | Béthune Town Cemetery |              |
| Beugny                     | Red Cross Corner Cemetery |              |
| Beugny                     | Delsaux Farm Cemetery |              |
| Beuvry                     | Beuvry Communal Cemetery And Extension                                                                                                  |              |
| Beuvry                     | Gorre British and Indian Cemetery |              |
| Bienvillers-au-Bois        | Bienvillers Military Cemetery |              |
| Boulogne-sur-Mer           | Boulogne Eastern Cemetery |              |
| Bucquoy                    | Bucquoy Communal Cemetery Extension |              |
| Bucquoy                    | Queens Cemetery (Bucquoy) |              |
| Bucquoy                    | Shrine Cemetery, Bucquoy |              |
| Bucquoy                    | Quesnoy Farm Military Cemetery |              |
| Buissy                     | Cimetière militaire de la Route de Quéant                                                                                               |              |
| Bullecourt                 | Stèle à la mémoire des troupes britanniques et australiennes ayant participé à l'attaque d'avril 1917                                   |              |
| Bullecourt                 | Croix aux disparus à la mémoire des 2 423 soldats australiens disparus dans les combats de Bullecourt                                   |              |
| Bullecourt                 | Mémorial du Digger |              |
| Bourlon                    | Bourlon Wood Cemetery |              |
| Cambrin                    | Cambrin Churchyard Extension |              |
| Cambrin                    | Cambrin Military Cemetery |              |
| Chérisy                    | Monument En mémoire des soldats de la 5è Brigade d'infanterie canadienne tombés lors des combats de Chérisy des 27, 28 et 26 août 1918. |              |
| Chocques                   | Chocques Military Cemetery |              |
| Courcelles-le-Comte        | Warry Copse Cemetery |              |
| Courcelles-le-Comte        | Railway Cutting Cemetery |              |
| Croisilles                 | Summit Trench Cemetery |              |
| Croisilles                 | Croisilles British Cemetery |              |
| Croisilles                 | Croisilles Railway Cemetery |              |
| Cuinchy                    | Guard's Cemetery, Windy Corner |              |
| Dainville                  | Cimetière militaire de Dainville |              |
| Douchy-lès-Ayette          | Douchy-lès-Ayette British Cemetery |              |
| Doignies                   | Mémorial de Louverval |              |
| Dury                       | Dury Crucifix Cemetery |              |
| Dury                       | Dury Mill British Cemetery |              |
| Écoust-Saint-Mein          | L'Homme Mort British Cemetery |              |
| Écoust-Saint-Mein          | Écoust Military Cemetery |              |
| Écoust-Saint-Mein          | Écoust-Saint-Mein British Cemetery |              |
| Écoust-Saint-Mein          | H.A.C. Cemetery |              |
| Escalles                   | Monument à la Dover Patrol |              |
| Épinoy                     | Sucrerie Cemetery, Épinoy ( Cimetière britannique de la Sucrerie d'Épinoy )                                                             |              |
| Ervillers                  | Ervillers Military Cemetery |              |
| Étaples                    | Cimetière militaire d'Étaples |              |
| Éterpigny                  | Cimetière militaire d'Éterpigny |              |
| Étrun                      | Cimetière militaire de Duisans |              |
| Fampoux                    | Happy Valley British Cemetery |              |
| Fampoux                    | Fampoux British Cemetery |              |
| Fampoux                    | Crump Trench British Cemetery |              |
| Fampoux                    | Level Crossing Cemetery |              |
| Fampoux                    | Sunken Road Cemetery |              |
| Fampoux                    | Mémorial des Seaforth Highlanders |              |
| Favreuil                   | Favreuil British Cemetery |              |
| Festubert                  | Post Office Rifles Cemetery |              |
| Feuchy                     | Feuchy British Cemetery |              |
| Feuchy                     | Orange Hill Cemetery (Feuchy) |              |
| Foncquevillers             | Foncquevillers Military Cemetery |              |
| Foncquevillers             | Gommecourt Wood New Cemetery, Foncquevillers                                                                                            |              |
| Fouquereuil                | Sandpits British Cemetery |              |
| Fouquières-lès-Béthune     | Fouquieres Churchyard Extension |              |
| Gavrelle                   | Chili Trench Cemetery |              |
| Gavrelle                   | Naval Trench Cemetery |              |
| Givenchy-en-Gohelle        | Cimetière militaire canadien |              |
| Gomiécourt                 | Gomiécourt South Cemetery |              |
| Gonnehem                   | Gonnehem British Cemetery |              |
| Graincourt-lès-Havrincourt | Sucrerie British Cemetery |              |
| Graincourt-lès-Havrincourt | Sanders Keep Military Cemetery |              |
| Grenay                     | Maroc British Cemetery |              |
| Grévillers                 | Grevillers British Cemetery |              |
| Guémappe                   | Guemappe British Cemetery |              |
| Guémappe                   | Tank Cemetery |              |
| Haisnes                    | Bois-Carré Military Cemetery |              |
| Haisnes                    | Ninth Avenue Cemetery |              |
| Haisnes                    | St.Mary's Advanced Dressing Station Cemetery                                                                                            |              |
| Hannescamps                | Hannescamps New Military Cemetery |              |
| Havrincourt                | Lowrie Cemetery Havrincourt |              |
| Havrincourt                | Grand Ravine British Cemetery |              |
| Hébuterne                  | Serre Road Cemetery N°1 |              |
| Hébuterne                  | Cimetière militaire britannique de la route de Serre (Beaumont-Hamel)                                                                   |              |
| Hébuterne                  | Railway Hollow Cemetery |              |
| Hébuterne                  | Rossignol Wood Cemetery |              |
| Hébuterne                  | Owl Trench Cemetery |              |
| Hébuterne                  | Gommecourt British Cemetery N°2 |              |
| Hénin-sur-Cojeul           | Hénin Communal Cemetery Extension |              |
| Hénin-sur-Cojeul           | Hénin Crucifix Cemetery |              |
| Héninel                    | Héninel Communal Cemetery Extension |              |
| Héninel                    | Héninel-Croisilles Road Cemetery |              |
| Héninel                    | Bootham Cemetery, Héninel |              |
| Héninel                    | Chérisy Road East Cemetery |              |
| Héninel                    | Rookery British Cemetery |              |
| Héninel                    | Cuckoo Passage Cemetery |              |
| Hermies                    | Hermies British Cemetery |              |
| Hermies                    | Hermies Hill British Cemetery |              |
| Hinges                     | Hinges Military Cemetery |              |
| Hinges                     | Le Vertannoy British Cemetery |              |
| Lagnicourt-Marcel          | Lagnicourt Hedge Cemetery |              |
| Lebucquière                | Lebucquière Communal Cemetery Extension                                                                                                 |              |
| Ligny-Thilloy              | Beaulencourt British Cemetery |              |
| Lillers                    | Lillers Communal Cemetery and Extension                                                                                                 |              |
| Loos-en-Gohelle            | St. Patrick's Cemetery |              |
| Monchy-le-Preux            | Mémorial Terre-Neuvien |              |
| Monchy-le-Preux            | Windmill British Cemetery |              |
| Monchy-le-Preux            | Monchy British Cemetery |              |
| Monchy-le-Preux            | Orange Trench Cemetery |              |
| Martinpuich                | Martinpuich British Cemetery |              |
| Metz-en-Couture            | Metz-en-Couture Communal Cemetery British Extension                                                                                     |              |
| Morchies                   | Morchies Australian Cemetery |              |
| Morchies                   | Morchies Military Cemetery |              |
| Mory                       | Mory Abbey Military Cemetery |              |
| Neuville-Bourjonval        | Neuville-Bourjonval British Cemetery |              |
| Neuville-Saint-Vaast       | Canadian Cemetery N°2 |              |
| Neuville-Saint-Vaast       | La Targette British Cemetery |              |
| Noreuil                    | Noreuil Australian Cemetery |              |
| Puisieux                   | Serre Road Cemetery N°3 |              |
| Puisieux                   | Queens Cemetery, Puisieux |              |
| Puisieux                   | Luke Copse British Cemetery |              |
| Quéant                     | Queant Communal Cemetery British Extension                                                                                              |              |
| Richebourg                 | Touret Memorial |              |
| Robecq                     | St.Venant-Robecq Road British Cemetery                                                                                                  |              |
| Roclincourt                | Arras Road Cemetery |              |
| Roclincourt                | Highland Cemetery (Roclincourt) |              |
| Roclincourt                | Roclincourt Military Cemetery |              |
| Roclincourt                | Roclincourt Valley Cemetery |              |
| Rœux                       | Roeux British Cemetery |              |
| Rœux                       | Brown's Copse Cemetery |              |
| Ruyaulcourt                | Ruyaulcourt Military Cemetery |              |
| Sains-lès-Marquion         | Ontario Cemetery, Sains-lès-Marquion |              |
| Sains-lès-Marquion         | Quarry Wood Cemetery, Sains-lès-Marquion                                                                                                |              |
| Sains-lès-Marquion         | Sains-lès-Marquion British Cemetery |              |
| Saint-Étienne-au-Mont      | Cimetière militaire de Saint-Étienne-au-Mont (cimetière chinois)                                                                        |              |
| Saint-Laurent-Blangy       | Hervin Farm British Cemetery |              |
| Saint-Laurent-Blangy       | Bailleul Road West Cemetery |              |
| Saint-Laurent-Blangy       | Bailleul Road East Cemetery |              |
| Saint-Laurent-Blangy       | Mindel Trench British Cemetery |              |
| Saint-Léger                | Mory Street Military Cemetery (Saint-Léger)                                                                                             |              |
| Saint-Léger                | Saint-Léger British Cemetery |              |
| Saint-Martin-Boulogne      | Cimetière militaire de Meerut |              |
| Saint-Martin-sur-Cojeul    | Cojeul British Cemetery |              |
| Saint-Martin-sur-Cojeul    | Saint-Martin Calvaire British Cemetery                                                                                                  |              |
| Saint-Venant               | St.Venant Communal Cemetery |              |
| Souchez                    | Cabaret-Rouge British Cemetery |              |
| Souchez                    | Cimetière militaire britannique de la vallée des zouaves                                                                                |              |
| Tilloy-lès-Mofflaines      | Bunyans Cemetery |              |
| Tilloy-lès-Mofflaines      | Gourock Trench Cemetery |              |
| Tilloy-lès-Mofflaines      | Houdain Lane Cemetery |              |
| Tilloy-lès-Mofflaines      | Tilloy British Cemetery |              |
| Trescault                  | Ribécourt Road Cemetery |              |
| Vaulx-Vraucourt            | Vaulx Hill Cemetery |              |
| Vaulx-Vraucourt            | Vaulx Australian Field Ambulance Cemetery                                                                                               |              |
| Vaulx-Vraucourt            | Vraucourt Copse Cemetery |              |
| Vimy                       | Mémorial de Vimy |              |
| Wancourt                   | Hibers Trench Cemetery |              |
| Wancourt                   | Tigris Lane Cemetery |              |
| Wancourt                   | Wancourt British Cemetery |              |
| Warlencourt-Eaucourt       | Butte de Warlencourt |              |
| Warlencourt-Eaucourt       | Warlencourt British Cemetery |              |
| Wimille                    | Terlincthun British Cemetery, Wimille                                                                                                   |              |

### Cimetières militaires et monuments français[4]
| Commune                | cimetières et monuments commémoratifs de la Première Guerre mondiale | illustration |
| ---------------------- | -------------------------------------------------------------------- | ------------ |
| Ablain-Saint-Nazaire   | Nécropole nationale de Notre-Dame-de-Lorette Inscrit MH (2017)       |              |
| Arras                  | Carrière Wellington (mémorial de la Bataille d'Arras)                |              |
| Dourges                | Carré militaire français 14-18 dans le cimetière communal.           |              |
| Givenchy-en-Gohelle    | « Aux morts de la division marocaine »                               |              |
| Marœuil                | Nécropole nationale de Marœuil                                       |              |
| Neuville-Saint-Vaast   | Nécropole nationale de la Targette                                   |              |
| Saint-Pol-sur-Ternoise | Nécropole nationale de Saint-Pol-sur-Ternoise                        |              |
| Souchez                | À la Gloire de la Division Barbot                                    |              |

## Seconde Guerre mondiale (1939-1945)
| Commune              | cimetières et monuments commémoratifs de la Seconde Guerre mondiale                                                                 | illustration |
| -------------------- | --- | ------------ |
| Ablain-Saint-Nazaire | Nécropole nationale de Notre-Dame-de-Lorette, tombe du soldat inconnu de la Seconde Guerre mondiale                                 |              |
| Arras                | Citadelle d'Arras Classé MH (2012) : Mur des fusillés                                                                               |              |
| Courrières           | Mémorial des Martyrs du 28 mai 1940                                                                                                 |              |
| Febvin-Palfart       | Monument « A la mémoire des 32 soldats marocains de la 5e division d'infanterie nord-africaine mort pour la France le 30 mai 1940 » |              |
| Lestrem              | Stèle à la mémoire des victimes du massacre du Paradis                                                                              |              |
| Montigny-en-Gohelle  | Puits du Dahomey : Monument à la mémoire des mineurs victimes de la grève de 1941                                                   |              |
| Neuville-Saint-Vaast | Nécropole nationale de la Targette                                                                                                  |              |
| Oignies              | Cimetière communal : Monument « Oignies à ses martyrs, 1939-1945 »                                                                  |              |
| Saint-Omer           | Stèle aux soldats polonais libérateurs de la ville                                                                                  |              |

## Guerres coloniales

### Indochine
| Commune              | cimetières et monuments commémoratifs                                                           | illustration |
| -------------------- | ----------------------------------------------------------------------------------------------- | ------------ |
| Ablain-Saint-Nazaire | Nécropole nationale de Notre-Dame-de-Lorette : tombe du soldat inconnu de la Guerre d'Indochine |              |

### Algérie-Tunisie-Maroc
| Commune              | cimetières et monuments commémoratifs                                                         | illustration |
| -------------------- | --------------------------------------------------------------------------------------------- | ------------ |
| Ablain-Saint-Nazaire | Nécropole nationale de Notre-Dame-de-Lorette : tombe du soldat inconnu de la Guerre d'Algérie |              |
| Souchez              | Mémorial départemental aux morts d'Afrique du Nord                                            |              |